# Kasserer
En kasserer er en person, der har ansvaret for økonomien i en forening eller organisation.
Kassereren har ansvaret for regnskabet, laver bogholderiet og lægger budgetter. Bogføringen kan afhængig af mængden varetages af en bogholder. For at mindske risikoen for besvigelser søger man at holde funktionerne bogholder og kasserer skilt på forskellige personer, hvis den organisation, der føres regnskab for, er af en vis størrelse.
Kassererens arbejde godkendes normalt af generalforsamlingen og af eksterne revisorer.
Kassereren udgør sædvanligvis bestyrelsen i en organisation sammen med sekretæren og formanden.
| Job | Spire Denne artikel om et job eller en stillingsbetegnelse er en spire som bør udbygges. Du er velkommen til at hjælpe Wikipedia ved at udvide den. |